# دكروريات
فصيلة الدكروريات وتحوي جنسًا واحدًا هو الدُّكْرُور من طيور الغابات تقارب السمنة في الحجم وأحياناً أكبر لها منقار قوي كمنقار الغداف. يغلب فيها اللون الأسود ولها قنبرة،  غذاؤها الرئيس هو الحشرات. تهاجم أي طائر يمر فوق أعشاشها التي تشبه الصحن، صوتها خشن مع أن لبعضها غناءً جميلاً، وبعضها يقلد الطيور الأخرى. تتألف هذه الطيور من عشرين نوعاً، تقطن جنوب الصحراء الكبرى في أفريقيا وتمتد من الهند إلى الصين إلى شمال أستراليا وجزر سولومون.

## الأنواع
من أنواعه:
- دكرور مغداف